# Katharina Kirschbaum
Pour les articles homonymes, voir Kirschbaum.
Katharina Kirschbaum née le 30 décembre 1998, est une joueuse allemande de hockey sur gazon.

## Carrière
Elle a fait ses débuts en équipe première le 16 octobre 2021 contre la Belgique à Bruxelles lors de la Ligue professionnelle 2021-2022.

## Palmarès
- : 3e à l'Euro U21 2019.